# Tempel van Mentoe
De Tempel van Montu bevindt zich in Karnak en is opgericht ter ere van de Egyptische god Mentoe. De tempel ligt ten noordoosten van de omheining van de tempel van Amon.

## Bouwgeschiedenis
De huidige tempel is opgericht door Amenhotep III en verving een eerder gebouw dat uit de 18e dynastie van Egypte stamde. Het diende voor de verering van Mentoe en werd door Amenhotep IV gebruikt om er zich te laten kronen. Taharqa zou er nog enkele zuilen voor plaatsen en de tempel werd door Nectanebo I ommuurd. Aan de voorzijde bouwden Ptolemaeus III en Ptolemaeus IV een grote poort.

## Architectuur
De tempel beslaat een ruimte van 1000 m² en is omgeven door een muur van 151 op 155 meter. Als men door de toegangspoort gaat, komt men uit in een voorhof van Taharqa en vervolgens bij de constructies van Amenhotep III. Voor de tempel staat 12 grote zuilen en binnen een centrale kamer met 4 zuilen en verschillende bijkapellen.